# سوباتشاي جايديد
سوباشاي جايديد (بالتايلندية: ศุภชัย ใจเด็ด) (1 ديسمبر 1998 بفطاني في تايلاند - ) هو لاعب كرة قدم تايلندي في مركز الهجوم. شارك مع منتخب تايلاند تحت 20 سنة لكرة القدم. أما مع النوادي، فقد لعب مع Jumpasri United F.C. ‏.

## روابط خارجية
- سوباتشاي جايديد على موقع قاعدة بيانات كرة القدم.إي يو (الإنجليزية)
- سوباتشاي جايديد على موقع ناشيونال فوتبول تيمز (الإنجليزية)
- سوباتشاي جايديد على موقع Soccerway.com (الإنجليزية)
- سوباتشاي جايديد على موقع عالم كرة القدم.نت (الإنجليزية)